# Мадога
Мадога — река в России, протекает по Молчановскому району Томской области. Устье реки находится в 55 км по левому берегу реки Татош (Бол. Татош). Длина реки составляет 10 км. Высота устья — 78,4 м над уровнем моря.

## Данные водного реестра
По данным государственного водного реестра России относится к Верхнеобскому бассейновому округу, водохозяйственный участок реки — Обь от впадения реки Чулым до впадения реки Кеть, речной подбассейн реки — Чулым. Речной бассейн реки — (Верхняя) Обь до впадения Иртыша.
Код объекта в государственном водном реестре — 13010500112115200022588.